# Патріарший хрест

Патріарший хрест

Патріарший хрест — геральдична фігура, що являє собою хрест з двома або трьома поперечинами. Дві поперечки розташовуються у верхній частині хреста, причому верхня коротша від нижньої. Третя поперечина (якщо вона є) також коротка, розташована в нижній частині хреста. Використовується як символ православної, греко-католицької та римо-католицької церков.
Патріарший хрест є варіантом християнського хреста, релігійним символом християнства. Нижня похила поперечка часто з'являється у візантійській грецькій та східно-європейській іконографії. Символ, часто згадується як патріарший хрест, який був дуже поширений у Візантії в 10-му столітті. Також подвійний хрест був ще й політичним символом, використовувався візантійськими чиновниками і місіонерами.

## Використання
Вперше хрест з двома перекладинами як геральдичний символ відомий у Візантії. Також шестирамений хрест зображувався на печатці намісника міста Херсонеса.
Поширення патріаршого хреста також пов'язують з місіонерською діяльністю Кирила і Мефодія, які проповідували на землях Північного Причорномор'я та Криму
, Нітранському князівстві — попереднику Великоморавської держави (Чехія та Словаччина). При цьому швидше за все він не був символом державної влади, а був особистим знаком князя (пізніше — короля), аналогічно орлу франкських королів.
Після падіння Великоморавської держави і переходу словацьких земель під владу Угорщини, патріарший хрест починає використовуватися і в угорській геральдиці. Перший угорський король Іштван I, до свого сходження на престол правив Нітранський князівством, епізодично використовував його на своїх монетах. При королі Белі III (1174–1196) зображення патріаршого хреста стає угорському гербом; цей же герб використовував король Бела IV (1235–1270). При Лайоша I (1342–1382) патріарший хрест знову з'являється на державному гербі як один з елементів. При цьому він сприймався як герб словацьких земель у складі угорського королівства. Патріарший хрест зображений і на сучасних угорському та словацькому гербах. Також патріарший хрест був елементом деяких варіантів герба Карпатської України. Патріарший хрест також присутній на гербах єпархій та єпископів УГКЦ та Мукачівської греко-католицької єпархії.
Починаючи з 1386 року шестикінечний хрест стає головним елементом герба Ягеллонів — королівської династії, засновником якої був великий князь Литовський, Руський та Жемантійський і король Польщі Ягайло. Хрест також потрапляє до складу «Погоні» — герба Литовсько-Руської держави. Проте, на деяких гербах литовсько-руських (українських) князів цей хрест відомий з 1161 року. Сучасний герб Литви
і «Погоня» (офіційний герб Білорусі у 1991–1995 роках) також містять патріарший хрест. При цьому, якщо в гербі Литви хрест ідентичний хресту в гербі Ягеллонів (дві однакових перекладини, розташованих на рівній відстані від верхнього та нижнього кінців хреста), то форма хреста білоруської «Погоні» повторює форму хреста святої Єфросинії Полоцької (перекладини розташовані у верхній частині хреста, і верхня коротше нижньої).
Ще однією областю Європи, де мав поширення хрест з двома перекладинами, була Лотарингія — область на кордоні Франції та Німеччини. Ця геральдична фігура отримала назву «Лотаринзький хрест» U+2628 ☨ CROSS OF LORRAINE (HTML &#9768;), іноді «Анжуйський хрест». Лотаринзький хрест схожий з патріаршим хрестом, проте на патріаршому хресті поперечки, як правило, розташовані у верхній частині хреста, а верхня поперечина коротше нижньої. Лотаринзький хрест може зображуватися з двома рівними по довжині поперечками, при цьому вони можуть розташовуватися не тільки у верхній частині фігури. З 1940 року Лотаринзький хрест використовувався як символ руху борців Франції проти націонал-соціалістів, а після закінчення Другої світової війни став символом голлістів.
У Польщі з кінця XVIII до початку XX століття була широко поширена так звана «Каравака» — шестикінечний хрест (іноді його іменували «холерним хрестом» або «хрестом святого Бенедикта»). Цей символ походить з іспанського міста Каравака-де-ла-Крус, в соборі якого зберігається місцева реліквія — частка Істинного хреста (шестикінечний хрест), що належав, за легендою, єпископам Єрусалиму, і що з'явився чудесним чином. У Польщі хрест такої форми був популярним оберігом від різних хвороб, на його перекладинах могла розташовуватися молитва святим. Верхня поперечина зазвичай була коротше нижньої, однак не завжди: значна частина хрестів Каравака мала перекладини рівної довжини.

Римо-католицький метрополичий герб
Герб Мукачівської греко-католицької єпархії
Сучасний герб Угорщини
Герб Ягеллонів (Великого князівства Литовського, Руського та Жемантійського)
Герб Словаччини
Лотаринзький хрест на тлі французького триколора
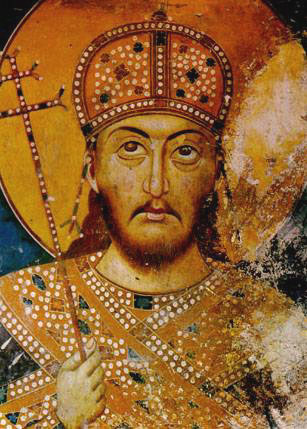
Сербський цар Стефан Душан з патріяршим хрестом